# Jan Gralewski (kurier)
Jan Gralewski ps. „Pankrac” (ur. 3 marca 1912 w Warszawie, zm. 4 lipca 1943 na Gibraltarze) – polski filozof, żołnierz podziemia, kurier ZWZ i AK. Bratanek Jana Gralewskiego, mąż Alicji Iwańskiej.

## Życiorys
Urodził się w Warszawie jako syn Stanisława Dionizego Gralewskiego, dyrektora Banku Towarzystwa Kredytowego w Warszawie i Heleny Marii z Eysymonttów. Był kuzynem Jacka Malczewskiego. W wieku ośmiu lat stracił ojca. Był wychowywany przez stryja, ks. Jana Gralewskiego. Następnie opiekował się matką i siostrą.
W 1930 roku ukończył Państwowe Gimnazjum im. Stefana Batorego w Warszawie, a następnie studiował filozofię i historię sztuki na Uniwersytecie Warszawskim, jednocześnie zarabiając na życie jako dziennikarz. W 1938 r. podjął studia doktoranckie we Francji, korzystając ze stypendium rządu francuskiego. Publikował eseje w „Arkadach” i „Życiu Sztuki”.
Uczestniczył w kampanii wrześniowej jako ochotnik (poprzednio jako jedyny żywiciel rodziny został zwolniony z przeszkolenia wojskowego), walcząc w obronie przeciwlotniczej Warszawy.
W okresie okupacji związał się z polskim ruchem oporu. Uczestniczył w tajnym nauczaniu, pracując jako asystent w katedrze filozofii na tajnym uniwersytecie (jednym z jego seminarzystów na zajęciach z estetyki był Krzysztof Kamil Baczyński). Jednocześnie prowadził badania naukowe pod kierunkiem prof. Władysława Tatarkiewicza.
W 1942 roku ożenił się z Alicją Iwańską.
Pod koniec 1942 r. został wprowadzony do działu Łączności Zagranicznej Oddziału V Komendy Głównej AK o kryptonimie Zagroda. Na początku 1943 r. został wydelegowany do Francji z pocztą do Centrali w Warszawie. Trasę z Paryża do Vichy odbył z Elżbietą Zawacką ps. „Zo”. W wyniku wpadki Aleksandra Stpiczyńskiego w Perpignan musiał wrócić z „Zo” do Warszawy. 27 marca 1943 r. ponownie udał się do Francji, skąd następnie miał dotrzeć do Hiszpanii trasą wytyczoną przez Kazimierza Leskiego ps. „Bradel”. Dotarł do Hiszpanii drogą przez Pau pod koniec kwietnia. Tam jednak został aresztowany i osadzony w więzieniu w Miranda del Ebro. Prawdopodobnie wcześniej przebywał również w więzieniu w San Sebastián. W wyniku interwencji posła Rzeczpospolitej Polskiej w Madrycie został zwolniony. Dzięki wsparciu Brytyjczyków w nocy z 2 na 3 lipca dostał się do Gibraltaru.
Zginął w katastrofie samolotu, na którego pokład został zaproszony przez gen. Władysława Sikorskiego.

## Kontrowersje dotyczące ostatniej misji i śmierci Gralewskiego
Z listów Gralewskiego wynika, że 26 marca przebywał w Paryżu w trakcie wyprawy rozpoczętej jeszcze 8 lutego 1943 r. Zatem nie wracał do kraju ani nie wyruszał ponownie w drogę. Na Gibraltar po pobycie w Miranda de Ebro trafił już 22 czerwca.
W tym czasie na Gibraltarze prawdopodobnie pojawiło się czterech polskich kurierów:
- Jan Gralewski, podróżujący po Francji jako robotnik rolny Paweł Pankowski (od 22 czerwca);
- Jerzy Paweł Nowakowski vel Paweł Pankowski vel Pajkowski, vel Pawłowski, vel Bolesław Kozłowski, vel Wiktor Suchy, w Hiszpanii Jerzy lub Paweł Nowakowski, podający się na Gibraltarze za Jana Gralewskiego (przybył w nocy z 2 na 3 lipca);
- Jerzy Miodoński (opuścił Polskę 24 grudnia 1942 r. w towarzystwie Trudy Heim, siostry SS-Obersturmbannführera Güntera Heima, szefa krakowskiej SD, być może na Gibralterze pojawił się jako Pajkowski);
- Pantaleon Drzewicki, właściwie Stanisław Izdebski podający się za 48-letniego kaprala podchorążego broni pancernej i kuriera PPS, który wyszedł z Warszawy 27 marca 1943; jednak jego tożsamości nie był w stanie potwierdzić Zygmunt Zaremba[3].

Nie jest jasne, czy i który z nich znalazł się w samolocie Sikorskiego i zginął w katastrofie oraz czy i którego z nich oskarżono o spowodowanie śmierci generała, skazano i stracono (w wyniku sądu kapturowego, samosądu?). Według Dariusza Baliszewskiego zamachowiec podszył się pod Jana Gralewskiego i posłużył się jego legendą. Zdaniem Tadeusza Kisielewskiego prawdziwy Jan Gralewski został zastrzelony przez zamachowców, a w grobie z jego nazwiskiem leży brytyjski pułkownik przybyły z Polski.
O tym, że Jan Gralewski został zastrzelony, była przekonana jego żona, która dała wyraz swej opinii w książce Niezdemobilizowani.
Utrzymywaniu się powyższych kontrowersji, a także wątpliwości wokół roli prawdziwego Jana Gralewskiego, sprzyja zaniechanie zaplanowanej i opłaconej przez IPN ekshumacji Jana Gralewskiego.
Ustalenia śledztwa Instytutu Pamięci Narodowej z 2009 roku wykluczyły jednakże ponad wszelką wątpliwość teorie spiskowe skupiające się na domniemanym zamordowaniu członków lotu jeszcze przed startem samolotu, przesądzając, że śmierć Władysława Sikorskiego oraz trzech innych badanych osób nastąpiła najwcześniej w chwili uderzenia samolotu w wodę. Tym samym, fakt startu samolotu z polską delegacją na pokładzie w drogę powrotną do Anglii podaje w wątpliwość część teorii spiskowych dotyczących osoby Gralewskiego i jego obecności na pokładzie w chwili katastrofy.

## Publikacje
- Plastyka w Europie 1935–1936, Wyd. Instytutu Propagandy Sztuki, 1937
- Wojenne odcinki: Warszawa 1940–1943, Oficyna Poetów i Malarzy, 1982 (wspólnie z Alicją Iwańską)

## Odniesienia w kulturze
Postać Gralewskiego pojawia się w utworach związanych ze śmiercią generała Sikorskiego, m.in. w filmach:
- Katastrofa w Gibraltarze – w roli pułkownika (sic!) Gralewskiego-Pankowskiego, kuriera z Polski na Gibraltarze wystąpił Mariusz Gorczyński[17]
- Generał – zamach na Gibraltarze i serial Generał – w roli Jana Gralewskiego wystąpił Tomasz Sobczak[18][19]

Jest także bohaterem (i współautorem) dzienników swojej żony Alicji Iwańskiej, składających się także z zapisków Gralewskiego (w tym wyłowionych przez Brytyjczyków na miejscu katastrofy) oraz powieści autobiograficznej A. Iwańskiej pt. Niezdemobilizowani.